# Dan moi
Đàn môi är ett slags mungiga från Vietnam. De är oftast gjorda i mässing eller olika slags träslag, såsom bambu. Det finns två sorter; en diskant och en bas. Instrumentet ser ut så att strängen omgärdas av en ram och genom att slå på andra änden av strängen får man hela strängen att vibrera. Instrumentet hålls mellan läpparna till skillnad från mungigan som hålls emot tänderna. De dan moi som är bas har oftast en klarare diskant än vad mungigan har. Tonerna kan också hållas mycket längre än hos en mungiga.